# Down to Earth Tour
Down to Earth Tour es el nombre de una gira de conciertos realizada por la banda Ozzy Osbourne entre 2001 y 2002 en soporte del álbum de estudio Down to Earth, con presentaciones en Canadá, Japón, Corea del Sur, Estados Unidos y Alemania.

## Canciones tocadas en la gira
1. "Bark at the Moon"
2. "Believer"
3. "Crazy Train"
4. "Gets Me Through"
5. "Guitar Solo"
6. "I Don't Know"
7. "I Don't Want to Change the World"
8. "Iron Man"
9. "Junkie"
10. "Mama, I'm Coming Home"
11. "Mr. Crowley"
12. "No More Tears"
13. "Paranoid"
14. "Road to Nowhere"
15. "Suicide Solution"
16. "That I Never Had"
17. "War Pigs"